# Paul Connors
Pour les articles homonymes, voir Connors.
Paul Connors est un homme politique canadien de Terre-Neuve-et-Labrador. Il est député fédéral libéral de la circonscription terre-neuvienne d'Avalon depuis 2025.
Précédemment, Connors est directeur exécutif de la Newfoundland and Labrador Federation of Agriculture pendant 14 ans,. Il est aussi assistant exécutif du député d'Avalon, son prédécesseur Ken McDonald.